# Unione Calcio Sampdoria 1988-1989
Questa voce raccoglie le informazioni riguardanti l'Unione Calcio Sampdoria nelle competizioni ufficiali della stagione 1988-1989.

## Stagione

Da sinistra: Vialli, Mannini e Mancini celebrano il terzo successo doriano in Coppa Italia

Nella stagione 1988-1989 la Sampdoria, sempre allenata dal tecnico slavo Vujadin Boškov, ha ottenuto con 39 punti il quinto posto in Serie A, dopo aver chiuso con 23 punti al terzo posto il girone di andata; un vero peccato il calo tra la 22ª e la 29ª giornata, dove la squadra blucerchiata ha ottenuto solo 2 punti, compromettendo l'esito del torneo, chiudendolo a –19 punti dalla scudettata Inter dei record allenata da Giovanni Trapattoni. Mattatore di stagione Gianluca Vialli autore di 32 reti così suddivise, 14 in campionato, 12 in Coppa Italia e 5 in Coppa delle Coppe e una nella finale di Supercoppa italiana. Molto bene anche il gemello Roberto Mancini con 14 centri, dei quali 9 in campionato e 5 in Coppa Italia.
La squadra ligure ha rivinto la Coppa Italia bissando il successo della stagione scorsa e inscrivendo per la terza volta il proprio nome nell'albo d'oro della competizione, battendo nella doppia finale il Napoli di Diego Armando Maradona, dopo un lungo e vincente percorso iniziato ad agosto 1988 e terminato con la seconda finale il 28 giugno 1989. Ha invece fallito per un soffio, la sua possibile prima affermazione europea, perdendo (2-0) la finale di Coppa delle Coppe a Berna il 10 maggio 1989, contro gli spagnoli del Barcellona, anche qui dopo un ottimo percorso iniziato a settembre.
Il 14 giugno 1989 la Sampdoria ha disputato la finale della Supercoppa, un trofeo istituito dalla Lega Calcio, alla sua prima edizione, che mette di fronte annualmente in gara unica, le vincitrici del Campionato e della Coppa Italia Serie A e B della stagione precedente. Il Milan è stato la prima squadra ad aggiudicarsi questo trofeo battendo (3-1) la Sampdoria.

## Divise e sponsor
Lo sponsor tecnico per la stagione 1988-1989 fu Kappa, mentre lo sponsor ufficiale fu ERG.
| Casa | Trasferta |

## Rosa
| N. |                   | Ruolo | Calciatore                 |
| -- | ----------------- | ----- | -------------------------- |
|    | Italia (bandiera) | P     | Gianluca Pagliuca          |
|    | Italia (bandiera) | P     | Guido Bistazzoni           |
|    | Italia (bandiera) | P     | Sergio Marcon              |
|    | Italia (bandiera) | D     | Moreno Mannini             |
|    | Italia (bandiera) | D     | Pietro Vierchowod          |
|    | Italia (bandiera) | D     | Luca Pellegrini (Capitano) |
|    | Italia (bandiera) | D     | Marco Lanna                |
|    | Italia (bandiera) | D     | Amedeo Carboni             |
|    | Italia (bandiera) | D     | Stefano Pellegrini         |
|    | Italia (bandiera) | D     | Filippo Dal Moro           |
|    | Italia (bandiera) | C     | Fulvio Bonomi              |

| N. |                    | Ruolo | Calciatore       |
| -- | ------------------ | ----- | ---------------- |
|    | Italia (bandiera)  | C     | Fausto Pari      |
|    | Italia (bandiera)  | C     | Mirco Gubellini  |
|    | Brasile (bandiera) | C     | Toninho Cerezo   |
|    | Italia (bandiera)  | C     | Fausto Salsano   |
|    | Spagna (bandiera)  | C     | Víctor Muñoz     |
|    | Italia (bandiera)  | C     | Giuseppe Dossena |
|    | Italia (bandiera)  | C     | Roberto Breda    |
|    | Italia (bandiera)  | A     | Enrico Chiesa    |
|    | Italia (bandiera)  | A     | Roberto Mancini  |
|    | Italia (bandiera)  | A     | Gianluca Vialli  |
|    | Italia (bandiera)  | A     | Loris Pradella   |

## Risultati

### Serie A

#### Girone di andata
| Arbitro: | Agnolin (Bassano del Grappa) |

|                                 |           |                                      |
| Skoro 39’ Vierchowod 87’ (aut.) | Marcatori | 7’ Bonomi 63’ Vierchowod 83’ Dossena |

| Arbitro: | Di Cola (Avezzano) |

|                        |           |  |
| Cerezo 14’ Mancini 60’ | Marcatori |  |

| Arbitro: | Lanese (Messina) |

|              |           |                   |
| Brandani 11’ | Marcatori | 90’ (rig.) Vialli |

| Arbitro: | Paparesta (Bari) |

|            |           |  |
| Vialli 63’ | Marcatori |  |

| Arbitro: | Baldas (Trieste) |

|          |           |  |
| Berti 1’ | Marcatori |  |

| Arbitro: | Sguizzato (Verona) |

|                                                     |           |          |
| Mancini 4’ Víctor 43’ Dossena 55’ Vialli 61’ (rig.) | Marcatori | 78’ Poli |

| Arbitro: | D'Elia (Salerno) |

|  |           |                        |
|  | Marcatori | 58’ Dossena 90’ Vialli |

| Arbitro: | Amendolia (Messina) |

|  |           |                        |
|  | Marcatori | 35’ Völler 77’ Massaro |

| Torino 11 dicembre 1988 9ª giornata | Juventus                     | 0 – 0 referto | Sampdoria | Stadio Comunale\| Arbitro: \| Agnolin (Bassano del Grappa) \| |
| Arbitro:                            | Agnolin (Bassano del Grappa) |               |           |                                                               |

| Arbitro: | Nicchi (Arezzo) |

|                                    |           |  |
| Víctor 54’ Vialli 59’ Pradella 86’ | Marcatori |  |

| Milano 31 dicembre 1988 11ª giornata | Milan               | 0 – 0 referto | Sampdoria | Stadio Giuseppe Meazza\| Arbitro: \| Lo Bello (Siracusa) \| |
| Arbitro:                             | Lo Bello (Siracusa) |               |           |                                                             |

| Arbitro: | Amendolia (Messina) |

|            |           |           |
| Vialli 89’ | Marcatori | 56’ Evair |

| Arbitro: | Magni (Bergamo) |

|  |           |            |
|  | Marcatori | 38’ Vialli |

| Genova 22 gennaio 1989 14ª giornata | Sampdoria         | 0 – 0 referto | Napoli | Stadio Luigi Ferraris\| Arbitro: \| Pairetto (Torino) \| |
| Arbitro:                            | Pairetto (Torino) |               |        |                                                          |

| Arbitro: | D'Elia (Salerno) |

|                       |           |            |
| Bortolazzi 29’ (rig.) | Marcatori | 23’ Vialli |

| Arbitro: | Luci (Firenze) |

|             |           |  |
| Mancini 44’ | Marcatori |  |

| Cesena 12 febbraio 1989 17ª giornata | Cesena          | 0 – 0 referto | Sampdoria | Stadio Dino Manuzzi\| Arbitro: \| Magni (Bergamo) \| |
| Arbitro:                             | Magni (Bergamo) |               |           |                                                      |

#### Girone di ritorno
| Arbitro: | Frigerio (Milano) |

|                                                     |           |          |
| Dossena 27’ Carboni 30’ Vialli 45’ Mancini 60’, 64’ | Marcatori | 15’ Zago |

| Arbitro: | Longhi (Roma) |

|  |           |                              |
|  | Marcatori | 42’ Bonomi 78’ (rig.) Vialli |

| Arbitro: | Pezzella (Frattamaggiore) |

|                        |           |  |
| Vialli 60’ (rig.), 79’ | Marcatori |  |

| Arbitro: | Magni (Bergamo) |

|                        |           |                                  |
| Aloisi 1’ Giordano 27’ | Marcatori | 21’ (rig.) Vialli 89’ Pellegrini |

| Arbitro: | Agnolin (Bassano del Grappa) |

|  |           |                |
|  | Marcatori | 48’ Mandorlini |

| Bologna 2 aprile 1989 23ª giornata | Bologna          | 0 – 0 referto | Sampdoria | Stadio Renato Dall'Ara\| Arbitro: \| Paparesta (Bari) \| |
| Arbitro:                           | Paparesta (Bari) |               |           |                                                          |

| Arbitro: | Felicani (Bologna) |

|             |           |                              |
| Dossena 85’ | Marcatori | 19’ Pellegrini 79’ Borgonovo |

| Arbitro: | Magni (Bergamo) |

|              |           |  |
| Desideri 59’ | Marcatori |  |

| Arbitro: | Sguizzato (Verona) |

|             |           |                                  |
| Mancini 20’ | Marcatori | 68’ (rig.) De Agostini 86’ Galia |

| Arbitro: | Coppetelli (Tivoli) |

|            |           |  |
| Vanoli 57’ | Marcatori |  |

| Arbitro: | Longhi (Roma) |

|          |           |              |
| Pari 36’ | Marcatori | 45’ Rijkaard |

| Arbitro: | Ceccarini (Livorno) |

|               |           |  |
| Fortunato 84’ | Marcatori |  |

| Arbitro: | Lo Bello (Siracusa) |

|                                                          |           |            |
| Vialli 9’ Salsano 48’ Ciarlantini 62’ (aut.) Mancini 80’ | Marcatori | 31’ Júnior |

| Arbitro: | Cornieti (Forlì) |

|                |           |                    |
| Carannante 40’ | Marcatori | 75’ Toninho Cerezo |

| Arbitro: | Dal Forno (Ivrea) |

|                          |           |               |
| Salsano 64’ Pradella 86’ | Marcatori | 83’ Galderisi |

| Arbitro: | Pezzella (Frattamaggiore) |

|             |           |  |
| Dezotti 37’ | Marcatori |  |

| Arbitro: | Quartuccio (Torre Annunziata) |

|                  |           |  |
| Mancini 48’, 75’ | Marcatori |  |

### Coppa Italia

#### Prima fase 8º girone
| Arbitro: | Di Cola (Avezzano) |

|  |           |                     |
|  | Marcatori | 66’, 73’ Vierchowod |

| Arbitro: | Pairetto (Torino) |

|                                                 |           |  |
| Vialli 21’, 73’ Dossena 34’, 40’ Vierchowod 54’ | Marcatori |  |

| Lecce 28 agosto 1988 3ª giornata | Lecce           | 0 – 0 | Sampdoria | Stadio Via del Mare\| Arbitro: \| Magni (Bergamo) \| |
| Arbitro:                         | Magni (Bergamo) |       |           |                                                      |

| Arbitro: | Beschin (Legnago) |

|                                                         |           |                     |
| Mancini 1’ Vialli 43’ Vierchowod 46’ Toninho Cerezo 74’ | Marcatori | 83’ (rig.) Sorbello |

| Arbitro: | Nicchi (Arezzo) |

|             |           |                              |
| Angelini 2’ | Marcatori | 31’, 69’ Vialli 46’ Pradella |

#### Seconda fase 4º girone
| Arbitro: | Sguizzato (Verona) |

|            |           |  |
| Vialli 58’ | Marcatori |  |

| Arbitro: | Cornieti (Forlì) |

|             |           |            |
| Monelli 42’ | Marcatori | 65’ Vialli |

| Arbitro: | Dal Forno (Ivrea) |

|                                   |           |  |
| Vialli 16’ Víctor 21’ Salsano 61’ | Marcatori |  |

#### Fase finale
| Arbitro: | Lanese (Messina) |

|                                           |           |  |
| Mancini 14’ Toninho Cerezo 25’ Vialli 80’ | Marcatori |  |

| Arbitro: | Frigerio (Milano) |

|                      |           |                |
| Pellegrini 7’ (aut.) | Marcatori | 70’ Pellegrini |

| Arbitro: | Pairetto (Torino) |

|                             |           |                                             |
| Fortunato 52’ Pasciullo 88’ | Marcatori | 54’ (aut.) Strömberg 60’ (rig.), 72’ Vialli |

| Arbitro: | Pezzella (Frattamaggiore) |

|                                    |           |               |
| Mancini 18’, 85’ Vialli 55’ (rig.) | Marcatori | 68’ Prandelli |

| Arbitro: | Lanese (Messina) |

|            |           |  |
| Renica 55’ | Marcatori |  |

| Arbitro: | Lo Bello (Siracusa) |

|                                                                 |           |  |
| Vialli 32’ Toninho Cerezo 38’ Vierchowod 47’ Mancini 59’ (rig.) | Marcatori |  |

### Coppa delle Coppe

#### Sedicesimi di finale
| Arbitro: | Gunn |

|                            |           |             |
| Andersson 9’ Hellström 86’ | Marcatori | 51’ Carboni |

| Arbitro: | Blattmann |

|                        |           |  |
| Salsano 37’ Vialli 82’ | Marcatori |  |

#### Ottavi di finale
| Arbitro: | Karlsson |

|           |           |                   |
| Weber 38’ | Marcatori | 81’ (rig.) Vialli |

| Arbitro: | Valentine |

|                                              |           |          |
| Vierchowod 25’ Toninho Cerezo 45’ Vialli 53’ | Marcatori | 59’ Raab |

#### Quarti di finale
| Arbitro: | Brummeier |

|                       |           |            |
| Vaiscovici 17’ (rig.) | Marcatori | 90’ Vialli |

| Cremona 15 marzo 1989 Ritorno | Sampdoria | 0 – 0 | Dinamo Bucarest | Stadio Giovanni Zini\| Arbitro: \| Nemeth \| |
| Arbitro:                      | Nemeth    |       |                 |                                              |

#### Semifinali
| Arbitro: | Galler |

|                      |           |            |
| Ohana 11’ Deferm 67’ | Marcatori | 74’ Vialli |

| Arbitro: | Stiegler |

|                                            |           |  |
| Toninho Cerezo 68’ Dossena 85’ Salsano 88’ | Marcatori |  |

### Finale
| Arbitro: | Courtney |

|  |           |                              |
|  | Marcatori | 4’ Salinas 80’ Lopez Rekarte |

### Supercoppa italiana
| Arbitro: | D'Elia (Salerno) |

|                                                |           |            |
| Rijkaard 18’ Mannari 72’ Van Basten 90’ (rig.) | Marcatori | 14’ Vialli |

## Statistiche

### Statistiche di squadra
| Competizione        | Punti | In casa | In casa | In casa | In casa | In casa | In casa | In trasferta | In trasferta | In trasferta | In trasferta | In trasferta | In trasferta | Totale | Totale | Totale | Totale | Totale | Totale | DR  |
| Competizione        | Punti | G       | V       | N       | P       | Gf      | Gs      | G            | V            | N            | P            | Gf           | Gs           | G      | V      | N      | P      | Gf     | Gs     | DR  |
| ------------------- | ----- | ------- | ------- | ------- | ------- | ------- | ------- | ------------ | ------------ | ------------ | ------------ | ------------ | ------------ | ------ | ------ | ------ | ------ | ------ | ------ | --- |
| Serie A             | 39    | 17      | 10      | 3       | 4       | 30      | 13      | 17           | 4            | 8            | 5            | 13           | 12           | 34     | 14     | 11     | 9      | 43     | 25     | +18 |
| Coppa Italia        |       | 7       | 7       | 0       | 0       | 23      | 2       | 7            | 3            | 3            | 1            | 10           | 6            | 14     | 10     | 3      | 1      | 37     | 8      | +29 |
| Coppa delle Coppe   |       | 4       | 3       | 1       | 0       | 8       | 1       | 4            | 0            | 2            | 2            | 4            | 6            | 9      | 3      | 3      | 3      | 12     | 9      | +3  |
| Supercoppa Italiana |       | -       | -       | -       | -       | -       | -       | 1            | 0            | 0            | 1            | 1            | 3            | 1      | 0      | 0      | 1      | 1      | 3      | -2  |
| Totale              |       | 28      | 20      | 4       | 4       | 61      | 16      | 29           | 7            | 13           | 9            | 28           | 27           | 58     | 27     | 17     | 14     | 93     | 45     | +48 |

### Statistiche dei giocatori
| Giocatore           | Serie A  | Serie A | Serie A     | Serie A    | Coppa Italia | Coppa Italia | Coppa Italia | Coppa Italia | Coppa delle Coppe | Coppa delle Coppe | Coppa delle Coppe | Coppa delle Coppe | Supercoppa Italiana | Supercoppa Italiana | Supercoppa Italiana | Supercoppa Italiana | Totale   | Totale | Totale      | Totale     |
| Giocatore           | Presenze | Reti    | Ammonizioni | Espulsioni | Presenze     | Reti         | Ammonizioni  | Espulsioni   | Presenze          | Reti              | Ammonizioni       | Espulsioni        | Presenze            | Reti                | Ammonizioni         | Espulsioni          | Presenze | Reti   | Ammonizioni | Espulsioni |
| ------------------- | -------- | ------- | ----------- | ---------- | ------------ | ------------ | ------------ | ------------ | ----------------- | ----------------- | ----------------- | ----------------- | ------------------- | ------------------- | ------------------- | ------------------- | -------- | ------ | ----------- | ---------- |
| G. Bistazzoni       | 1        | 0       | ?           | ?          | 3            | -1           | ?            | ?            | -                 | -                 | -                 | -                 | -                   | -                   | -                   | -                   | 4        | -1     | 0+          | 0+         |
| F. Bonomi           | 25       | 2       | ?           | ?          | 12           | 0            | ?            | ?            | 7                 | 0                 | ?                 | ?                 | 1                   | 0                   | ?                   | ?                   | 45       | 2      | ?           | ?          |
| R. Breda            | 1        | 0       | ?           | ?          | -            | -            | -            | -            | -                 | -                 | -                 | -                 | 1                   | 0                   | ?                   | ?                   | 2        | 0      | 0+          | 0+         |
| A. Carboni          | 31       | 1       | ?           | ?          | 13           | 0            | ?            | ?            | 4                 | 1                 | ?                 | ?                 | 1                   | 0                   | ?                   | ?                   | 49       | 2      | ?           | ?          |
| T. Cerezo           | 29       | 2       | ?           | ?          | 14           | 3            | ?            | ?            | 9                 | 2                 | ?                 | ?                 | -                   | -                   | -                   | -                   | 52       | 7      | 0+          | 0+         |
| E. Chiesa           | 1        | 0       | ?           | ?          | -            | -            | -            | -            | -                 | -                 | -                 | -                 | -                   | -                   | -                   | -                   | 1        | 0      | 0+          | 0+         |
| G. Dossena          | 34       | 5       | ?           | ?          | 14           | 2            | ?            | ?            | 9                 | 1                 | ?                 | ?                 | 1                   | 0                   | ?                   | ?                   | 58       | 8      | ?           | ?          |
| M. Lanna            | 19       | 0       | ?           | ?          | 10           | 0            | ?            | ?            | 7                 | 0                 | ?                 | ?                 | 1                   | 0                   | ?                   | ?                   | 37       | 0      | ?           | ?          |
| R. Mancini          | 29       | 9       | ?           | ?          | 11           | 5            | ?            | ?            | 8                 | 0                 | ?                 | ?                 | -                   | -                   | -                   | -                   | 48       | 14     | 0+          | 0+         |
| M. Mannini          | 18       | 0       | ?           | ?          | 6            | 0            | ?            | ?            | 7                 | 0                 | ?                 | ?                 | -                   | -                   | -                   | -                   | 31       | 0      | 0+          | 0+         |
| G. Pagliuca         | 33       | -25     | ?           | ?          | 11           | -7           | ?            | ?            | 9                 | -9                | ?                 | ?                 | 1                   | -3                  | ?                   | ?                   | 54       | -44    | ?           | ?          |
| F. Pari             | 30       | 1       | ?           | ?          | 13           | 0            | ?            | ?            | 9                 | 0                 | ?                 | ?                 | 1                   | 0                   | ?                   | ?                   | 53       | 1      | ?           | ?          |
| L. Pellegrini (I)   | 24       | 0       | ?           | ?          | 11           | 1            | ?            | ?            | 7                 | 0                 | ?                 | ?                 | 1                   | 0                   | ?                   | ?                   | 43       | 1      | ?           | ?          |
| S. Pellegrini (III) | 13       | 1       | ?           | ?          | 1            | 0            | ?            | ?            | 3                 | 0                 | ?                 | ?                 | -                   | -                   | -                   | -                   | 17       | 1      | 0+          | 0+         |
| L. Pradella         | 20       | 2       | ?           | ?          | 8            | 1            | ?            | ?            | 4                 | 0                 | ?                 | ?                 | 1                   | 0                   | ?                   | ?                   | 33       | 3      | ?           | ?          |
| F. Salsano          | 29       | 2       | ?           | ?          | 11           | 1            | ?            | ?            | 6                 | 2                 | ?                 | ?                 | 1                   | 0                   | ?                   | ?                   | 47       | 5      | ?           | ?          |
| G. Vialli           | 30       | 14      | ?           | ?          | 14           | 13           | ?            | ?            | 7                 | 5                 | ?                 | ?                 | 1                   | 1                   | ?                   | ?                   | 52       | 33     | ?           | ?          |
| Victor              | 31       | 2       | ?           | ?          | 14           | 1            | ?            | ?            | 8                 | 0                 | ?                 | ?                 | 1                   | 0                   | ?                   | ?                   | 54       | 3      | ?           | ?          |
| P. Vierchowod       | 29       | 1       | ?           | ?          | 14           | 5            | ?            | ?            | 8                 | 1                 | ?                 | ?                 | 1                   | 0                   | ?                   | ?                   | 52       | 7      | ?           | ?          |